# Randers Privatbanestation
Randers Privatbanestation var fra 1952 en jernbanestation på Randers-Hadsund Jernbane (1883-1969).

## Historie
Stationen blev bygget som erstatning for Hadsundbanegården, der lå i Fischersgade hvor der nu er parkeringshus. Den blev jævnligt udsat for oversvømmelse fra Gudenåen, så man måtte bruge Dronningborg som endestation.
Nordøst for Rosenørnsgade lå privatbanestationens hovedbygning og nordøst for den et smallere varehus. Sydøst for hovedbygningen gik det gennemgående perronspor, hvorfra RHJ's tog fra maj 1951 kørte igennem til Randers Station ad havnebanens spor. Mellem perronen og varehuset lå et blindspor, der endte ved hovedbygningen. Et andet blindspor sluttede for enden af varehuset. Fra dette spor afgrenede et industrispor til Trifolium Frø. 400 m mod nordøst lå banens to-sporede damplokomotivremise, bag den værksted og sydøst for den en 4-sporet motorremise med drejeskive.
Stationsbygningen og varehuset blev revet ned i 1970'erne.

## Beboer- og Aktivitetshuset Remisen
Remiserne eksisterer stadig og er sammen med en tilbygning blevet til Beboer- og Aktivitetshuset Remisen. Huset med et samlet etageareal på 1.012 m² er indrettet som led i det kvarterløft, der i 1996-2003 blev gennemført i Tøjhushavekvarteret. Den højloftede dampremise er blevet til en stor sal på 205 m² med balkon på 22,4 m². Den kan bruges til sport eller til selskaber på 150-200 personer. I tilbygningen findes en lille sal på 161 m² til 80 personer samt 77 m² og et mødelokale på 1.sal. Motorremisen på 384 m² inkl. mødelokale og kontor på 36 m² rummer Randers Ungdomsskoles "Grejbank", hvor institutioner, skoler, klubber, foreninger m.m. billigt kan leje forskelligt fritidsudstyr.